# A Família (escultura)
A Família é uma escultura, constituída por três peças em bronze, de autoria do escultor angolano Jorge Melício.
Este conjunto de esculturas hiper realistas, encontra-se situado no Jardim Fernando Pessa, em Lisboa.
Foi inaugurado em 17 de Julho de 2001, com a presença do presidente da junta de freguesia de São João de Deus e do vereador do ambiente e espaços verdes.

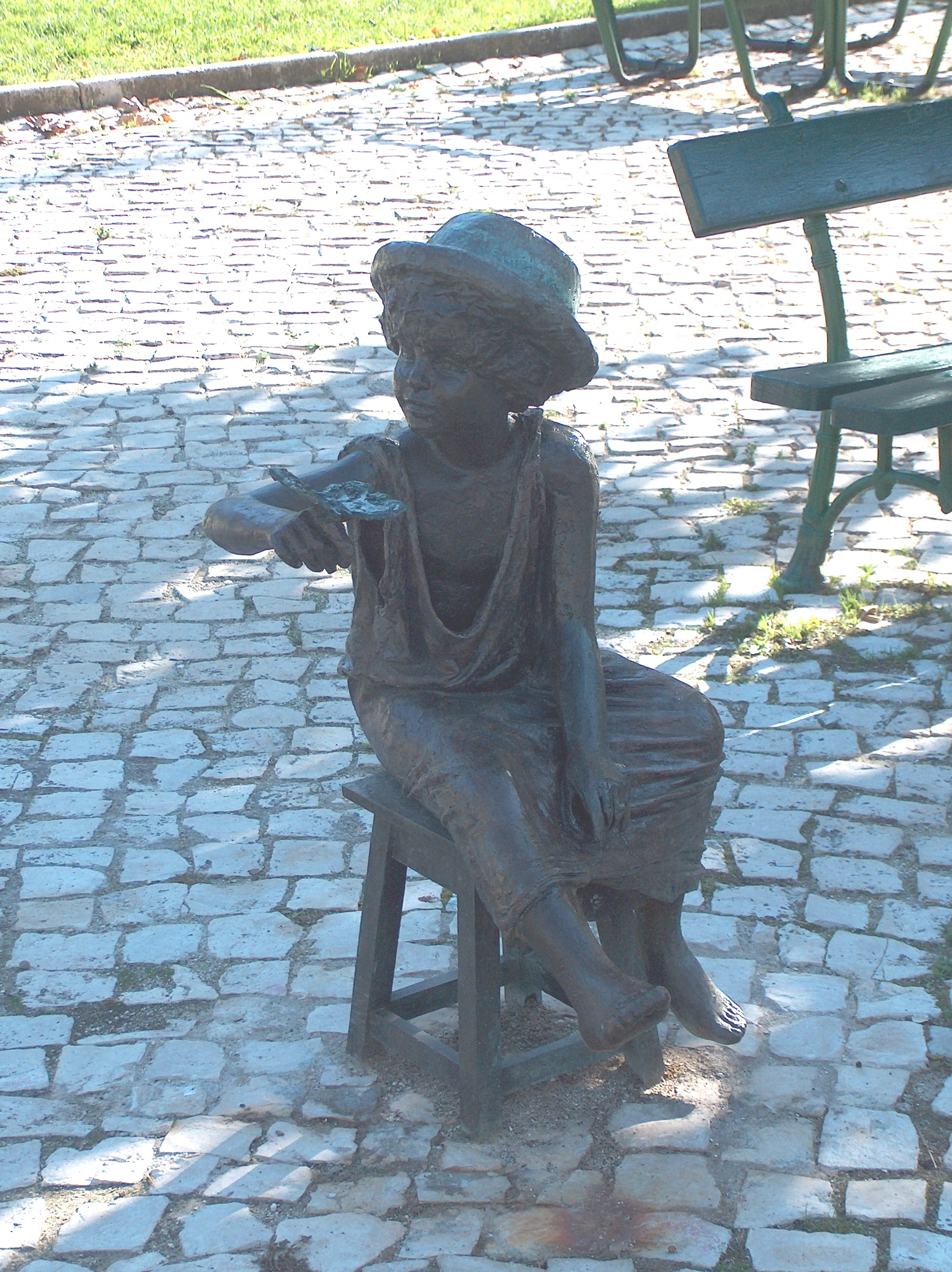
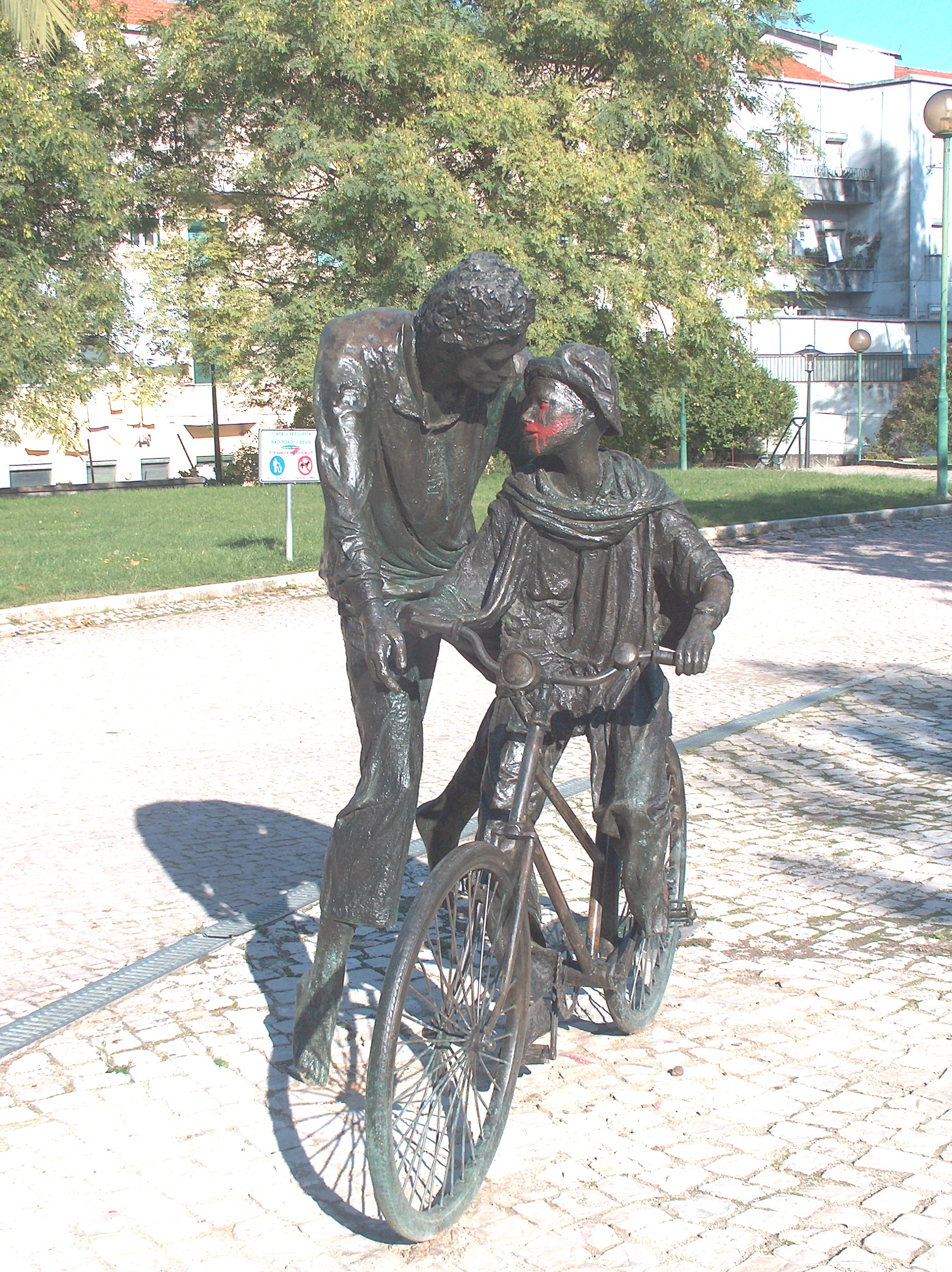
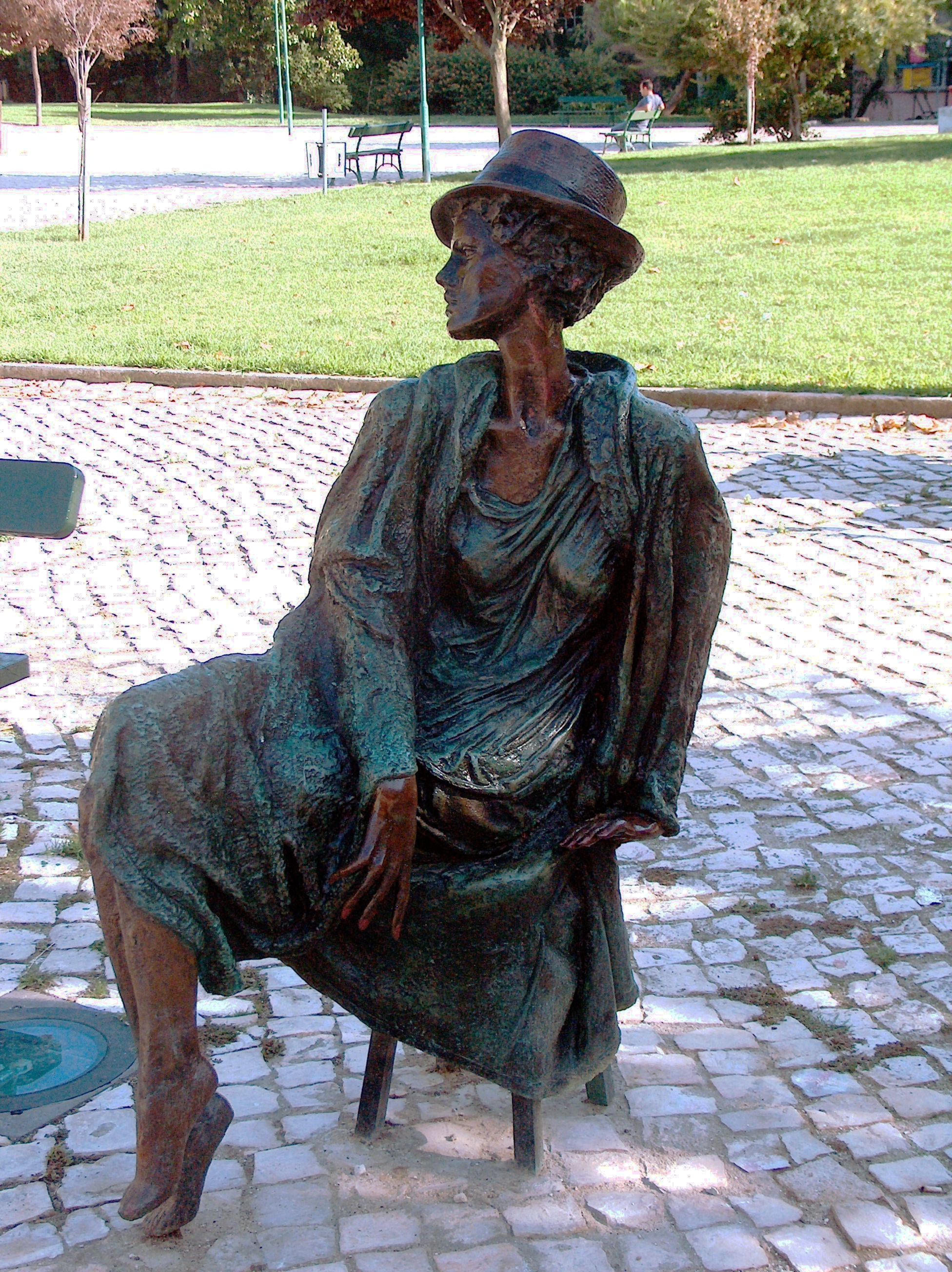